# ميشيل سميث (ممثلة)
ميشيل سميث (بالإنجليزية: Michelle Ray Smith)‏ هي عارضة وممثلة أمريكية، ولدت في 24 سبتمبر 1974 في الولايات المتحدة. بدأت مشوارها المهني سنة 1999.

## أعمال

### أفلام
- (2010) سولت[3][4]

## وصلات خارجية
- ميشيل سميث على موقع IMDb (الإنجليزية)
- ميشيل سميث على موقع ألو سيني (الفرنسية)
- ميشيل سميث على موقع أول موفي (الإنجليزية)
- ميشيل سميث على موقع قاعدة بيانات الفيلم (الإنجليزية)
- ميشيل سميث على موقع كينوبويسك (الروسية)
- ميشيل سميث على موقع دليل عارضات الأزياء (الإنجليزية)